# Forrestal (lớp tàu sân bay)
Lớp tàu sân bay Forrestal là một lớp bao gồm bốn chiếc tàu sân bay được thiết kế và chế tạo cho Hải quân Hoa Kỳ vào thập niên 1950. Đây là lớp đầu tiên còn được gọi là những siêu hàng không mẫu hạm, kết hợp tải trọng lớn, thang nâng bên mép sàn đáp và sàn đáp chéo góc. Chiếc đầu tiên trong lớp được đưa ra hoạt động vào năm 1955, và chiếc cuối cùng được cho ngừng hoạt động là vào năm 1998.

## Thiết kế

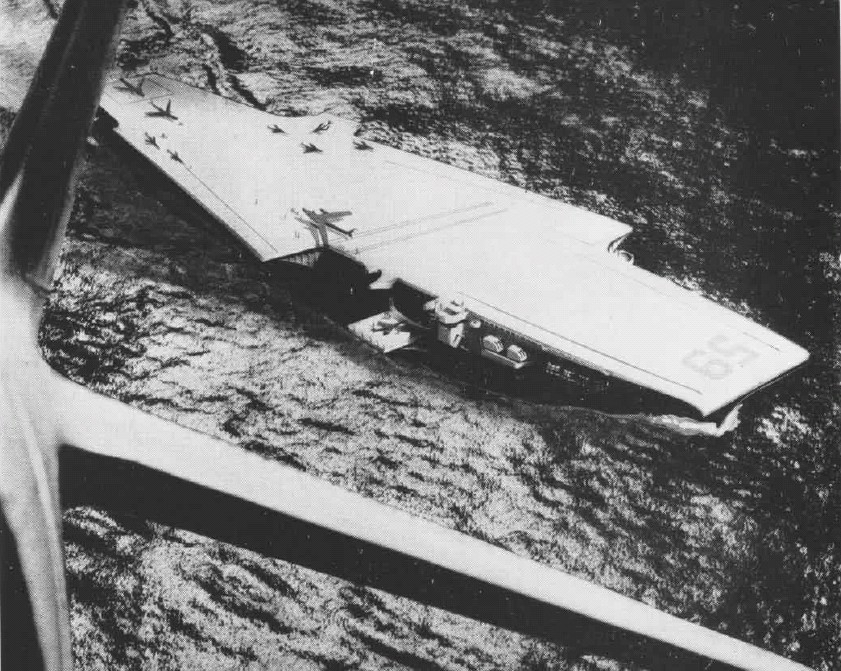
Một thiết kế nghiên cứu vào năm 1952.

Lớp Forrestal là lớp siêu hàng không mẫu hạm đầu tiên được hoàn tất bởi Hải quân Mỹ, một tên gọi do tải trọng cực lớn 75.000 t (74.000 tấn Anh) (25% lớn hơn so với lớp Midway thuộc thế hệ sau Thế Chiến II), một sàn đáp chéo góc hoàn toàn tích hợp (Forrestal và Saratoga được đặt lườn với sàn cất-hạ cánh trên trục dọc, nhưng được cải biến thành sàn chéo góc đang khi chế tạo; Ranger và Independence được đặt lườn với sàn chéo góc ngay từ đầu và có rất nhiều cải tiến nhỏ so với hai chiếc dẫn đầu), một đảo cấu trúc thượng tầng rất lớn, nhưng quan trọng nhất là thành phần không lực phối thuộc được tăng đáng kể, lên đến 80–100 máy bay chiến đấu phản lực (so với 65–75 chiếc của lớp Midway và ít hơn 50 chiếc trên lớp Essex). So với lớp Midway, lớp Forrestal dài hơn 100 foot (30 m) và mạn thuyền rộng hơn gần 20 foot (6 m), đưa đến một nền tảng rất ổn định và thoải mái dành cho các hoạt động không lực ngay cả khi thời tiết rất xấu. Khi được đưa vào hoạt động, lớp Forrestal có hầm chứa máy bay rộng rãi nhất và sàn cất-hạ cánh lớn nhất đối với mọi tàu sân bay từng được chế tạo. Do có kích cỡ lườn tàu rất lớn, sàn cất-hạ cánh bọc thép được tích hợp (cấu trúc các tàu sân bay của Hoa Kỳ trước đây thiết kế sàn cất-hạ cánh như một phần của cấu trúc thượng tầng). Đây là một thiết kế cấu trúc hầu như tương tự như được sử dụng trên các tàu sân bay "bọc thép" của Anh trong Thế Chiến II như là lớp Illustrious, đòi hỏi một tàu sân bay với kích thước thật lớn, vì phải mang theo một sàn tàu cứng chắc ở mức sàn đáp tạo ra một lườn tàu chắc chắn và nhẹ hơn. Những chiếc thuộc lớp Midway ngập rất thấp trong nước và trở thành những tàu đi biển kém trong quá trình hoạt động kéo dài; chúng bị ướt nước phía trước và có đặc tính hàng không kém. Lườn tàu sâu hơn của những chiếc thuộc lớp Forrestal cho phép chúng có phần nổi cao hơn và đi biển tốt hơn. Giống như những chiếc thuộc lớp Midway dẫn trước, lớp Forrestal được thiết kế với một sàn đáp bọc thép.

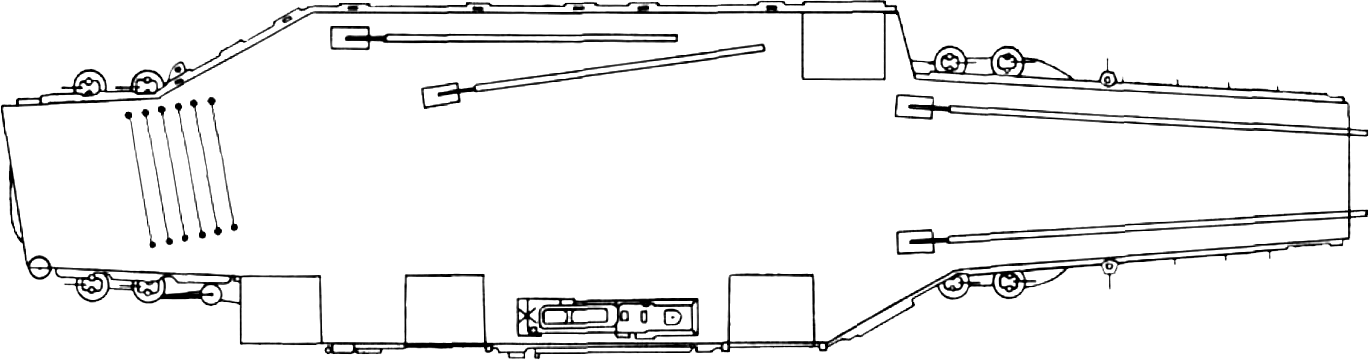
Sơ đồ sàn đáp lớp Forrestal vào năm 1962, cho thấy thang nâng bên mạn trái đặt phía trước sàn đáp chéo góc, ngay hướng của cả máy bay được phóng bởi máy phóng giữa tàu lẫn máy bay hạ cánh; và cách sắp xếp các thang nâng bên mạn phải, với chỉ một chiếc phía trước đảo cấu trúc thượng tầng phục vụ cho cả hai máy phóng phía trước tàu.

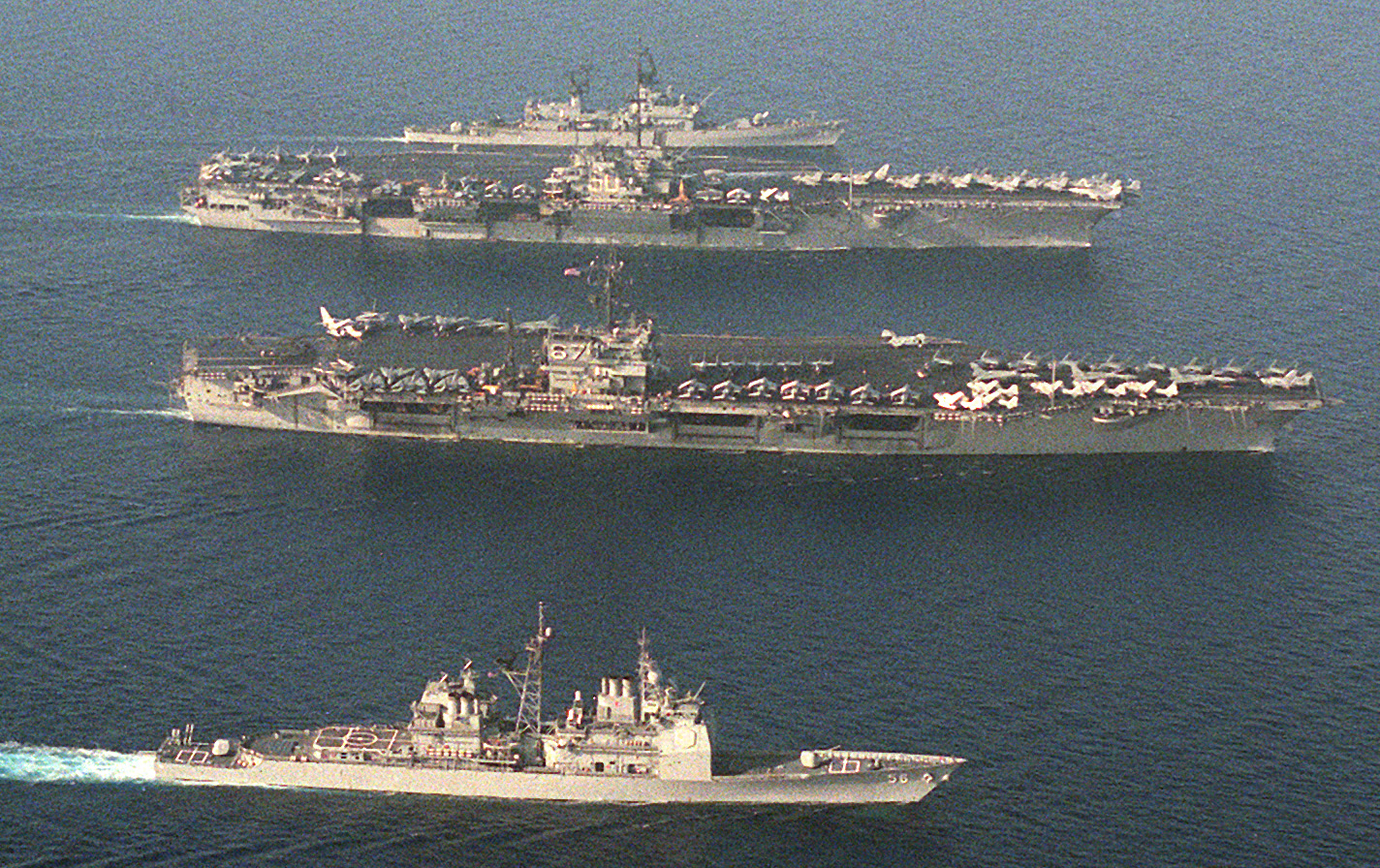
Saratoga (phía trên) đang cùng di chuyển với tàu sân bay lớp Kitty Hawk ; lưu ý về về sự sắp xếp các thang nâng máy bay.

Lớp Forrestal là những kiểu mẫu đầu tiên của siêu hàng không mẫu hạm, nên chưa phải là một thiết kế hoàn hảo; đặc biệt là các thang nâng được bố trí rất kém cho chức năng vận chuyển máy bay. Thang nâng bên mạn trái, di tích của thiết kế sàn cất-hạ cánh theo trục dọc nguyên thủy, hầu như hoàn toàn vô dụng, vì nó được bố trí ở phía trước của sàn đáp chéo góc, ngay trên đường băng hạ cánh cũng như đường băng cất cánh từ các máy phóng số 3 và số 4. Lớp Kitty Hawk tiếp theo đã chuyển vị trí thang nâng bên mạn phải ra phía sau sàn đáp chéo góc, đồng thời hoán đổi vị trí đảo cấu trúc thượng tầng và thang nâng mạn phải thứ hai, cải thiện đáng kể việc vận chuyển máy bay. Các khẩu pháo bố trí trên các bệ nhô bên mạn tàu bị ảnh hưởng bởi góc bắn phức tạp và tầm bắn hạn chế, thường xuyên bị ướt nước, và các vị trí trước mũi và sau đuôi hầu như vô dụng. Chúng được tháo dỡ chỉ sau vài năm phục vụ và được thay thế bằng tên lửa đất-đối-không và hệ thống vũ khí tầm gần (CIWS: Close-In Weapon System). Các khẩu pháo phía sau của Forrestal tồn tại cho đến khi xảy ra vụ hỏa hoạn vào năm 1967, chúng được tháo dỡ và sau cùng được thay thế bằng tên lửa vào giữa những năm 1970.
Thiết kế nguyên thủy của những chiếc trong lớp Forrestal dự định có một đảo cấu trúc thượng tầng rất nhỏ, thu gọn lại được. Thiết kế này có nhiều vấn đề: cơ cấu nâng và hạ đảo cấu trúc thượng tầng chưa bao giờ hoàn thiện trước khi sàn đáp chéo góc được bổ sung vào thiết kế; và việc ám khói sàn tàu là một vấn đề nghiêm trọng do không được thông gió thích đáng. Việc tái thiết kế với sàn đáp chéo góc cho phép có một đảo cấu trúc thượng tầng rất lớn, lớn hơn nhiều so với các tàu sân bay trước đó, cho phép có được độ linh hoạt và kiểm soát hoạt động không lực xuất sắc.
Vào cuối những năm 1990, Hoa Kỳ dự định chuyển giao một tàu sân bay lớp Forrestal cho Brazil, nhưng đề nghị bị từ chối do chi phí vận hành đắt đỏ. Thay vào đó, Brazil nhận từ Pháp chiếc tàu sân bay Foch (R99) và đổi tên thành São Paulo (A12).
Cả bốn chiếc trong lớp Forrestal đều đã được cho rút khỏi danh sách Đăng bạ Hải quân. Cho dù Ranger từng được giữ lại trong danh sách chờ đợi để được trao tặng như một tàu bảo tàng, đến tháng 7, 2017 nó cùng hai chiếc khác đã bị tháo dỡ, và chiếc thứ tư đang được tháo dỡ tại Brownsville, Texas..

## Những chiếc trong lớp
| Tên          | Xưởng đóng tàu                                          | Đặt hàng         | Đặt lườn          | Hạ thủy           | Nhập biên chế    | Xuất biên chê    | Số phận                       | Nguồn  |
| ------------ | ------------------------------------------------------- | ---------------- | ----------------- | ----------------- | ---------------- | ---------------- | ----------------------------- | ------ |
| Forrestal    | Newport News Shipbuilding and Drydock Co., Newport News | 12 tháng 7, 1951 | 14 tháng 7, 1952  | 11 tháng 12, 1954 | 1 tháng 10, 1955 | 11 tháng 9, 1993 | Tháo dỡ tại Brownsville, 2014 | [ 11 ] |
| Saratoga     | New York Naval Shipyard, New York City                  | 23 tháng 7, 1952 | 16 tháng 12, 1952 | 8 tháng 10, 1955  | 14 tháng 4, 1956 | 20 tháng 8, 1994 | Tháo dỡ tại Brownsville, 2014 | [ 12 ] |
| Ranger       | Newport News Shipbuilding and Drydock Co., Newport News | 1 tháng 2, 1954  | 2 tháng 8, 1954   | 29 tháng 9, 1956  | 10 tháng 8, 1957 | 10 tháng 7, 1993 | Tháo dỡ tại Brownsville, 2015 | [ 13 ] |
| Independence | New York Naval Shipyard, New York City                  | 2 tháng 7, 1954  | 1 tháng 7, 1955   | 6 tháng 6, 1958   | 10 tháng 1, 1959 | 30 tháng 9, 1998 | Tháo dỡ tại Brownsville, 2017 |        |

## Những hình ảnh

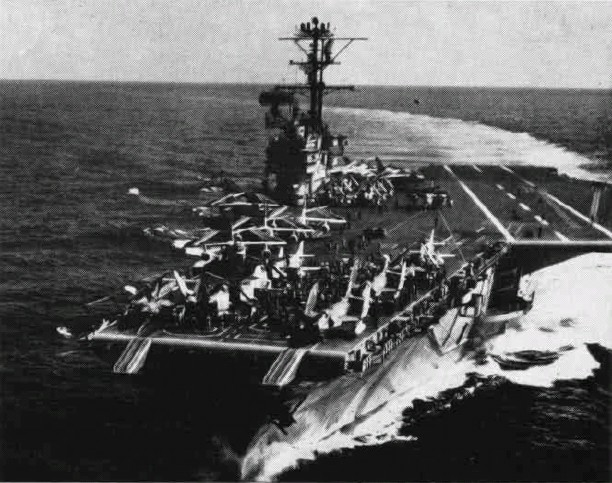
USS Forrestal
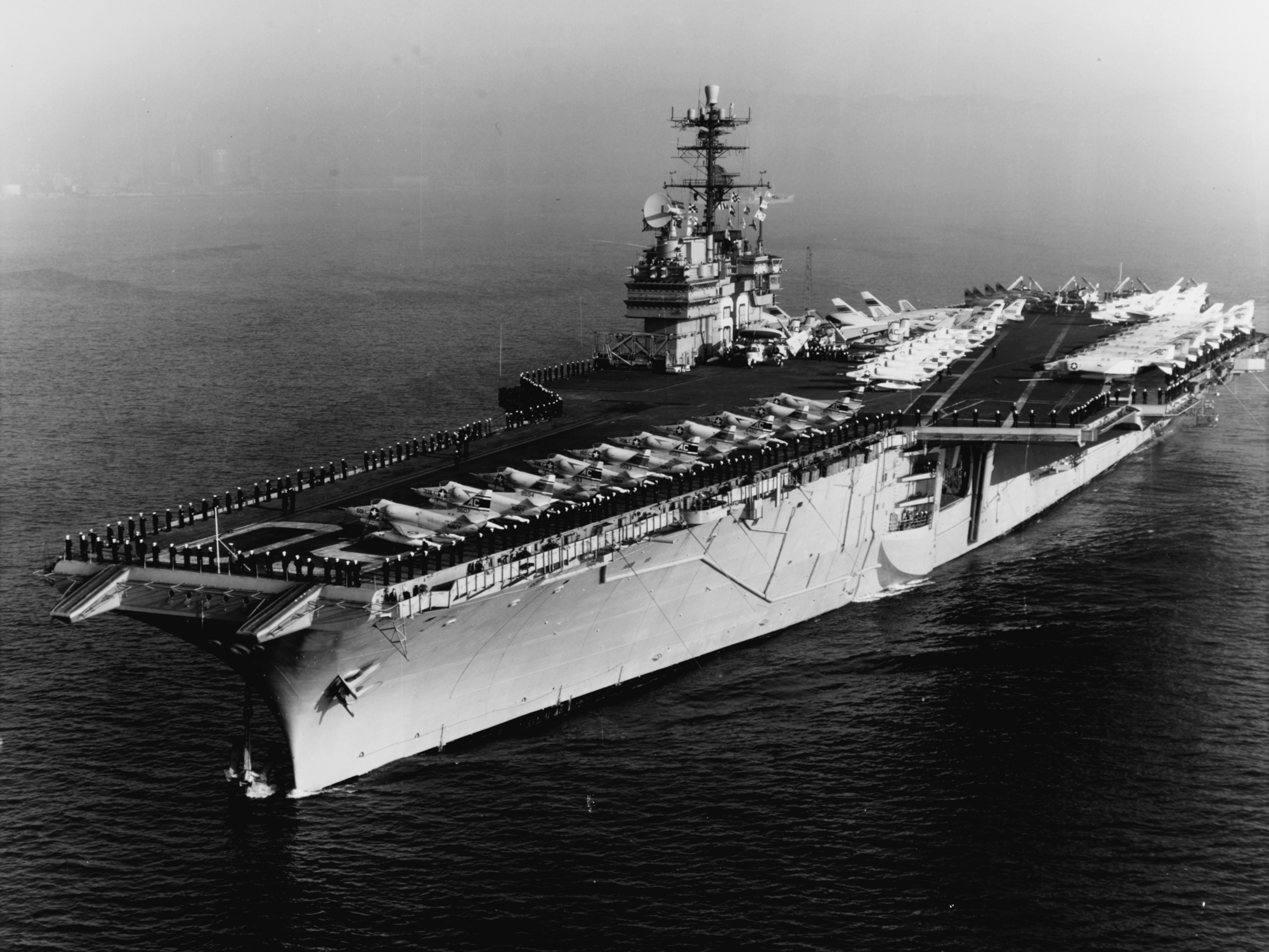
USS Saratoga
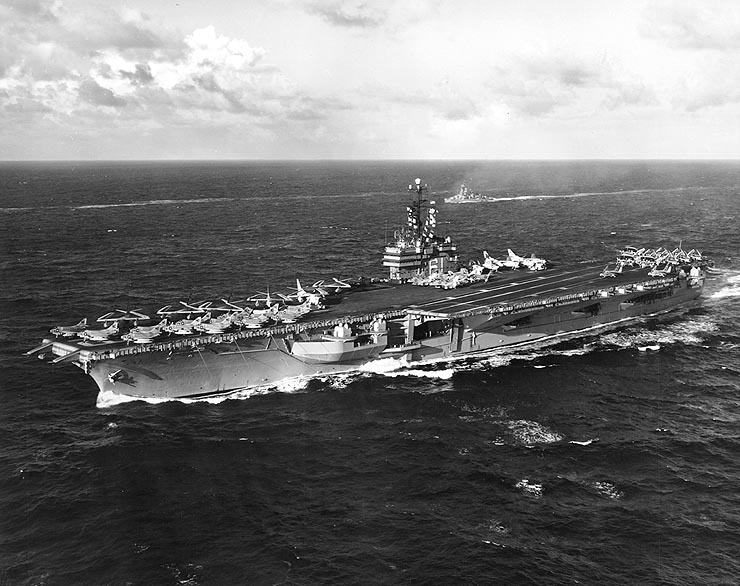
USS Ranger
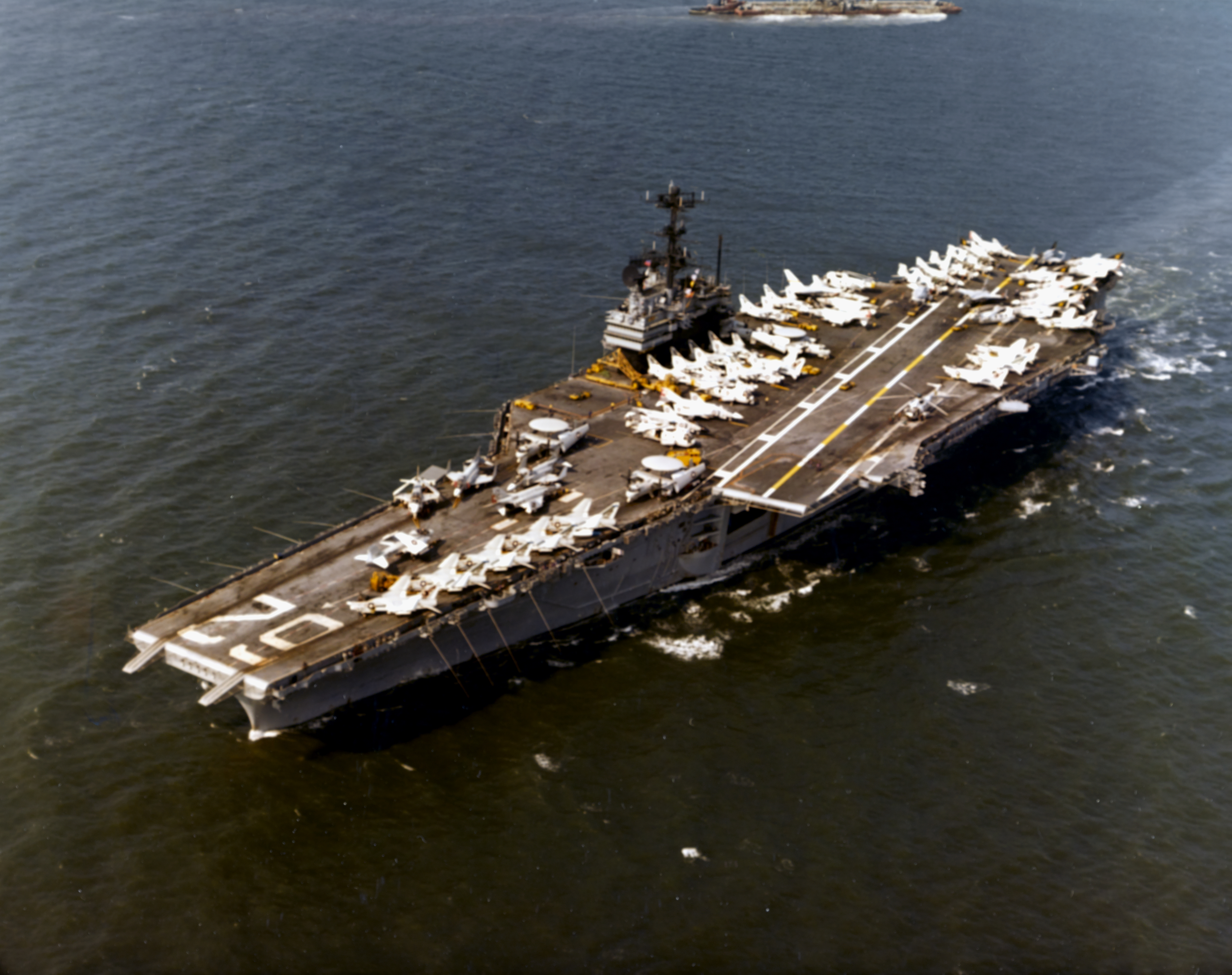
USS Independence
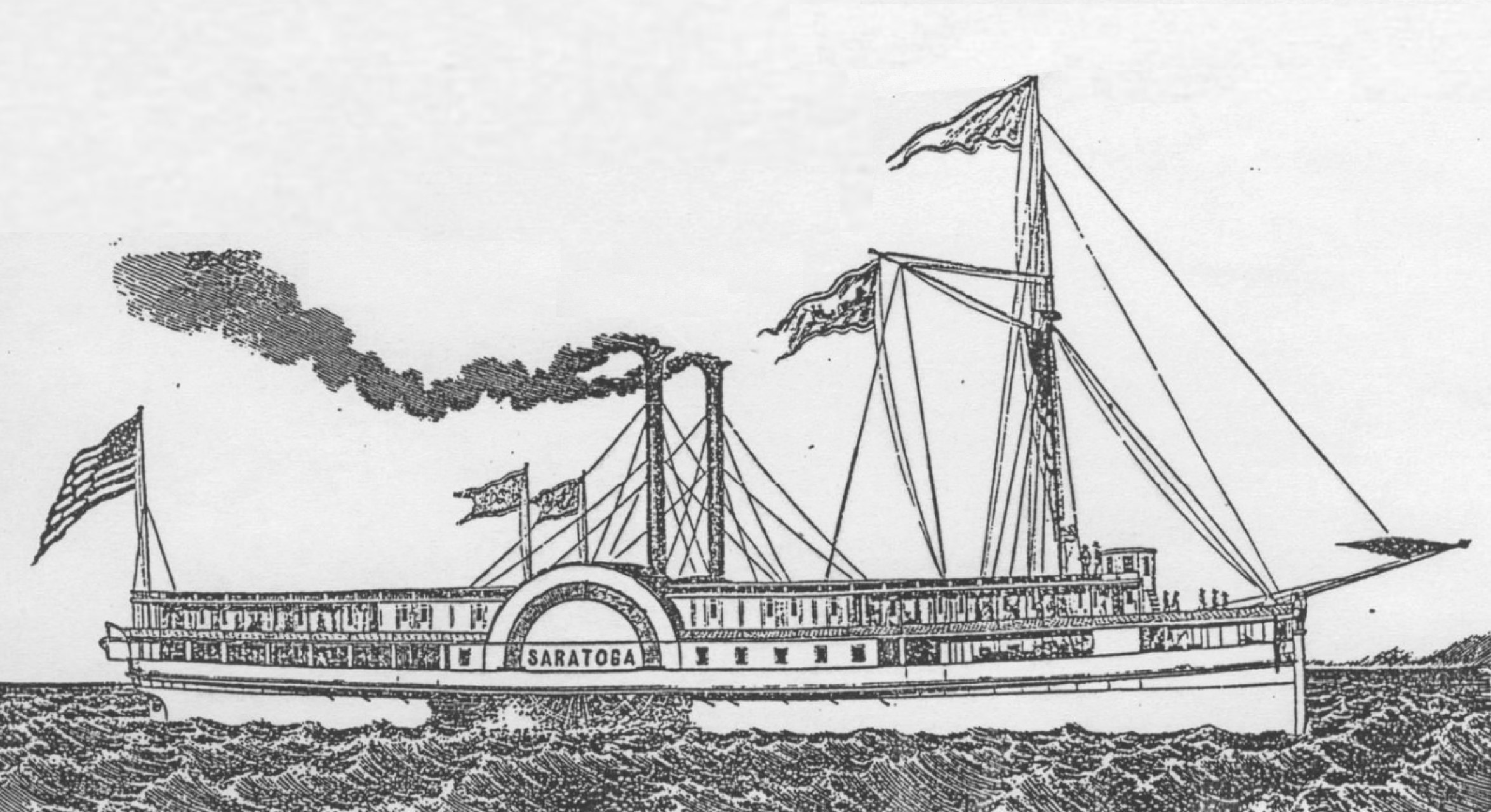
Forrestal (trái) và Saratoga (phải) bị bỏ không trong khi chờ đợi tháo dỡ, Căn cứ Hải quân Newport, 2003